# لیپولیست
لیپولیست (به صربی: Lipolist) یک منطقهٔ مسکونی در صربستان است.